# Meister des Palanter Altars
Als Meister des Palanter Altars (oder Pallanter Altars) wird der gotische Maler bezeichnet, der den am 12. Juli 1429 von Ritter Werner, Herr von Palanter und Breidenbach, Amtmann zu Randerath, für die Pfarrkirche in Linnich gestifteten Altar gemalt hat. Der Maler gehört zur Kölner Schule und steht dem Meister der Heiligen Veronika nahe.
Im 16. Jahrhundert wurde der Altar an die Kirche in Rurdorf überwiesen und dann im 18. Jahrhundert verkauft. Die Bilder des Altares zeichnen sich durch ihre bemerkenswerte Realitätsnähe aus und sind heute auf Museen in Aachen, Berlin, Köln und Nürnberg verteilt. Sie zeigen unter anderem Bilder von Heiligen wie Johannes dem Täufer, Katharina, Johannes dem Evangelisten und Lucia. Die Zusammenstellung des Originals lässt sich nach Zerteilung des Altars von 1895 nicht mehr genau feststellen, der Mittelteil war wohl eine Marienkrönung, heute im Kunstmuseum des Erzbistums Köln. Dem Meister des Palanter Altars wurde auch ein Tafelbild mit dem hl. Hieronymus in der Alten Pinakothek in München zugeschrieben.